# ها جين
ها جين (بالإنجليزية: Ha Jin)‏ (21 فبراير 1956، جينتشو في الصين)؛ شاعر، كاتب، أستاذ جامعي وروائي أمريكي-صيني.

## الجوائز
- زمالة غوغنهايم

## روابط خارجية
- ها جين على موقع الموسوعة البريطانية (الإنجليزية)
- ها جين على موقع مونزينجر (الألمانية)